# Lilek
Lilek je priimek več znanih Slovencev:

## Znani nosilci priimka
- Emilijan Lilek (1851—1940), zgodovinar
- Zdenko Lilek, veteran vojne za Slovenijo